# コリング兄弟
ロバート・コリング（Robert Colling、1749年 - 1820年3月7日）とチャールズ・コリング（Charles Colling、1751年 - 1836年1月16日）のコリング兄弟（コリングきょうだい）は、イングランドの畜産家である。
ウシ、ヒツジ、穀物などの改良で目覚ましい成果をあげ、とりわけウシのショートホーン種を創出したことで知られている。

## 生涯
コリング兄弟は、イングランド北部のダーリントン近郊で生まれた。ダーリントンはウシを取引する定期市が開催される町である。生家はダーリントンから北に4マイル（約6.4km）ほどにあるブラファトン(Brafferton)という町のケットン(Ketton)という地区にある。両親は父のチャールズ・コリング（シニア）(Charles Colling(Sr.),1721-1785)と母のドロシー(Dorothy Robson,?-1779)である。
兄弟はどちらも人づきあいの苦手な性格で、それが災いして1793年3月に一時的に仲違いをし、双方の農場が疎遠になっていた時期がある。しかしやがて和解し、協力して農場経営、とりわけウシの改良に取り組んで未曾有の成果をあげた。

### 兄ロバート
長男のロバート・コリング(Robert Colling、1749年 - 1820年3月7日）は、通り一遍の教育を受けたあと、タイン川の河口にあるシールズの町の雑貨商へ奉公に出た。しかし体調を崩し、実家に戻って父の農場を手伝うようになった。
ロバートはダーリントンの南隣にあるハーワース(Hurworth)でしばらくのあいだ農業について学んだあと、バンプトン(Barmpton)にある農場で働くようになった。バンプトンはコリング家のあるケットンの南西にある隣村である。
やがてロバートはバンプトンの農場を任されるようになり、後にこのバンプトンの農場がコリング兄弟の本拠地になった。家畜の品種改良に関しては、兄のロバートのほうが技量が上だったと評されているが、存命中は商才に長けた弟のほうが目立ち、影が薄かった。ロバートは終生未婚のまま、1820年3月7日にバンプトンで没した。農場は弟のチャールズが引き継いだ。

### 弟チャールズ
次男のチャールズ・コリング（Charles Colling、1751年 - 1836年1月16日）は、父からケットンの農場を継いだ。兄のロバートが働くバンプトン農場とは目と鼻の先にあった。
チャールズは1783年7月23日にメアリ・コルピッツ（Mary Colpitts、1763年2月2日 - 1850年4月25日）という女性と結婚した。メアリもウシの改良に並々ならぬ関心をもっていた女性で、チャールズの事業を大いに手助けした。
チャールズには商売の才能があり、やがて兄弟が生産したウシがイギリスで話題になると、もっぱら弟のチャールズの名前が知られるようになった。1820年に兄ロバートが亡くなったあとは、その農場も引き継いで1836年まで生きた。

## ウシの改良とショートホーン種の創出
1782年頃、兄弟は畜産家のロバート・ベイクウェル(Robert Bakewell)に3週間ほど師事した。兄弟はそこでベイクウェルの革新的な品種改良手法を学び、これを実践した。

### ロバート・ベイクウェルの手法

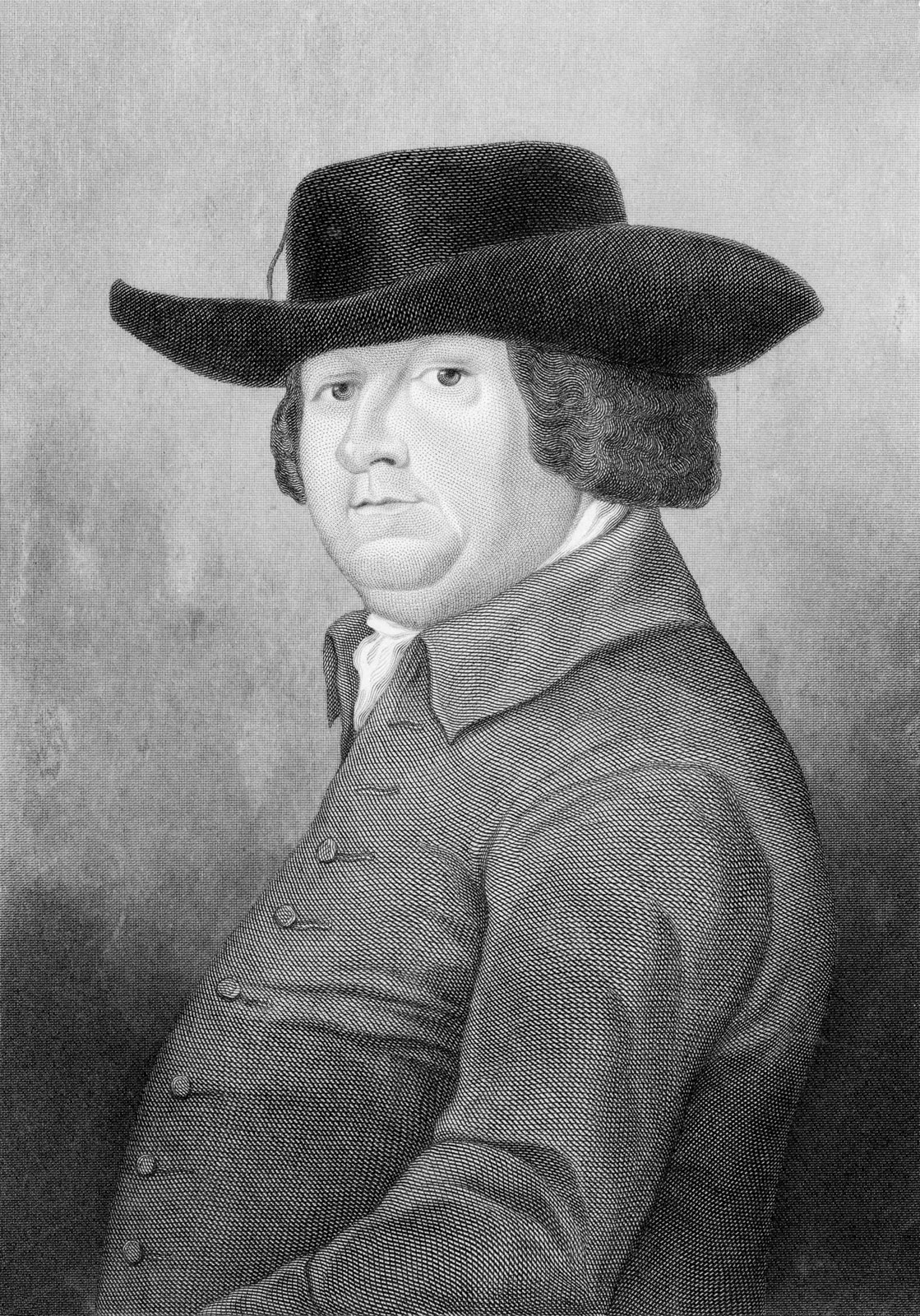
兄弟の師にあたるロバート・ベイクウェル

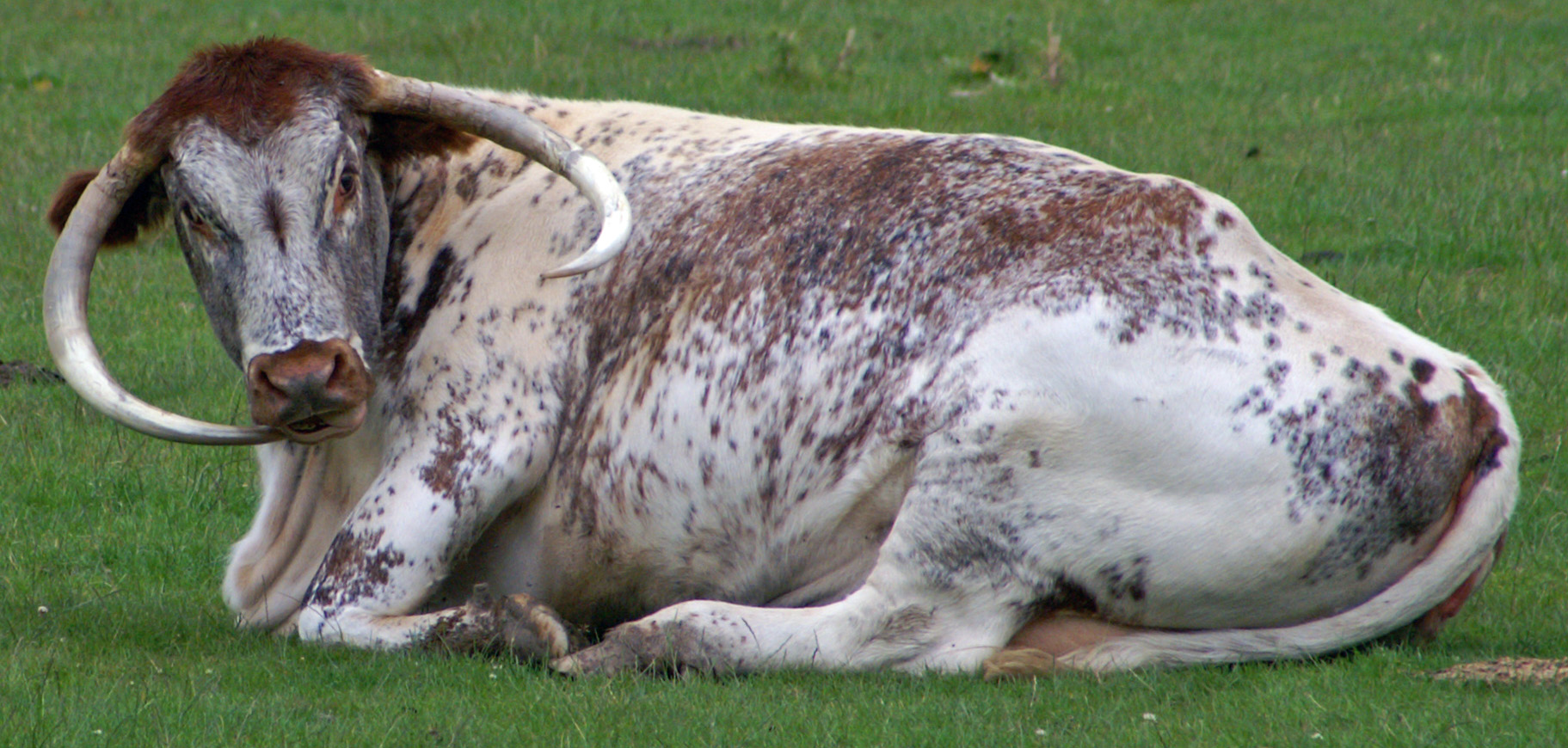
ベイクウェルが創出したロングホーン種

ロバート・ベイクウェル(Robert Bakewell,1725 - 1795)は「家畜育種の父」と称される人物である。ベイクウェルはイングランド中部のレスター州のディシュレー(Dishley)という村で広い農場を営んでいた。ベイクウェルはそこで、ヒツジやウシなどの品種改良でめざましい成果をあげ、イングランドの「農業革命」(British Agricultural Revolution)の立役者となった。ベイクウェルが創出した主な品種は、ヒツジのリンカーン種(Lincoln sheep)、ウシのロングホーン種(English Longhorn)などである。ベイクウェルの当時としては革新的な品種改良の手法は、ダーウィンの進化論形成に影響を与えたとされている。
ベイクウェルの先進的な手法の一つが、優良個体の選抜である。ベイクウェルはまず、改良の目標となる望ましい性質を厳密に定量化し、その性質を備えた個体だけを選び出すということを行った。
たとえば乳用種の場合、「乳量を多く(large)」したいのか、「上質な乳(rich)」を得たいのか、はっきりする必要がある。これらは両立できないものであり、乳量であれば単位日数あたりの泌乳量を数値化し、質を求めるのであれば栄養分を分析して統計化し、求めようとする優れた形質を明確にするのである。
肉用種であれば、体が大きくて骨が細い個体が歩留まりがよく、生産性が高い。ベイクウェルは解剖学を修め、自ら骨格標本や浸液標本を作って研究を重ねた。そのうえで、背中のラインと腹のラインが平行であること、そして体が長く、四肢が短いことを重要視し、それ以外の部位、例えば頭部などの形状は、肉用種としては重要ではないことを定めた。
さらに生産性を高めるため、家畜が産む子供の数や頻度、成長の速度などを統計化し、生産能力の高い個体を選び出した。また、これらの調査を実施するために、家畜の個体識別や、血統書の作成や管理を行った。当時はまだサラブレッドの血統書の整備も行なわれていない時期であり、個人的に行っていたこととはいえ、家畜の血統管理は先進的なものだった。
ベイクウェルのもう一つの手法が近親交配による系統繁殖の導入である。当時は一般的に家畜の近親交配は忌避されていたが、ベイクウェルは求める形質を固定するためには徹底的に近親交配を行う必要があると考えた。そこで、上述の手法で選抜した優良個体だけを繁殖に供し、近親交配を繰り返して優れた新品種を生み出していったのである。

### ショートホーン種の創出
はじめ、コリング兄弟はベイクウェルの行う近親交配には懐疑的だったという。しかしあるとき、ハバック号（後述）という種牛を交配するとき、誤って近親交配を行ってしまった。ところがそこから優れたウシが生まれてきたので、コリング兄弟はベイクウェルの手法の「熱狂的な信奉者」になった。
コリング兄弟は地元の在来ウシの改良にベイクウェルの手法を取り入れた。ダーリントンの町はダラム地方のティーズ川(River Tees)のほとりにあり、彼らが改良につかった地元の在来種は「ティーズウォーターの在来種」とか「ダラムの在来種」などのように呼ばれる場合もある（これらは、当時いわゆる品種登録によって確立された品種ではない）。これらの在来種は、元をたどれば古代にローマ人が持ち込んだウシや、中世にノルマン人が持ち込んだウシ、さらにオランダから入ったウシなどの雑種だったと考えられており、個体ごとの差異が大きく、1つの品種といえるような共通の特性を持っていなかった。後世の改良種と比べると、外観もバラバラだったと伝えられている。
兄弟はこうした在来種から望ましい形質を備えたウシだけを選抜し、30年かけて徹底的に近親交配を繰り返した。コリング兄弟の農場のウシは、従前に比べて産肉量が倍ぐらいになり、牛乳は泌乳量こそやや低下したが、栄養価は大きく高まった。兄弟の生産するウシは19世紀のはじめ頃から注目されるようになり、とりわけ1810年に彼らがセリに出した雄牛は、ウシ1頭の値段としては史上初めて1000ギニーの値がついて記録を作った。この雄牛は「コメット号(Comet)」といい、「伝説的な名種牛」になった。現在のショートホーン種はすべてこのコメット号の血を受け継いでおり、サラブレッドにおける三大始祖の3頭を合わせた影響力があるとされている。
コリング兄弟が生産したウシは、イングランド中の畜産家が争って買い求めた。大手の畜産家には多くの貴族が含まれていて、彼らは絵描きに金を払って入手したウシの肖像画を描かせている。こうしてコリング兄弟のウシはあっという間に全土に広まっていった。コメット号以外のウシも続々と高値で売れて、兄弟は商業的にも大きな成功を収めた。
兄弟が生産したウシは「コリング畜牛群」などと呼ばれていたが、そのうち「ショートホーン種」という呼び名になった。これは彼らの師であるベイクウェルが生産したロングホーン種と比較して角が短いのでつけられた名前だが、実際のところショートホーン種の角の長さはウシとしては平均的なものである。1822年にはショートホーン種の血統書が刊行された。これは家畜の血統書としては、ウマのサラブレッド種に次いで世界で2番めのものである。純粋品種としてのショートホーン種の「始祖」はコメット号だとされている。

### その後の影響

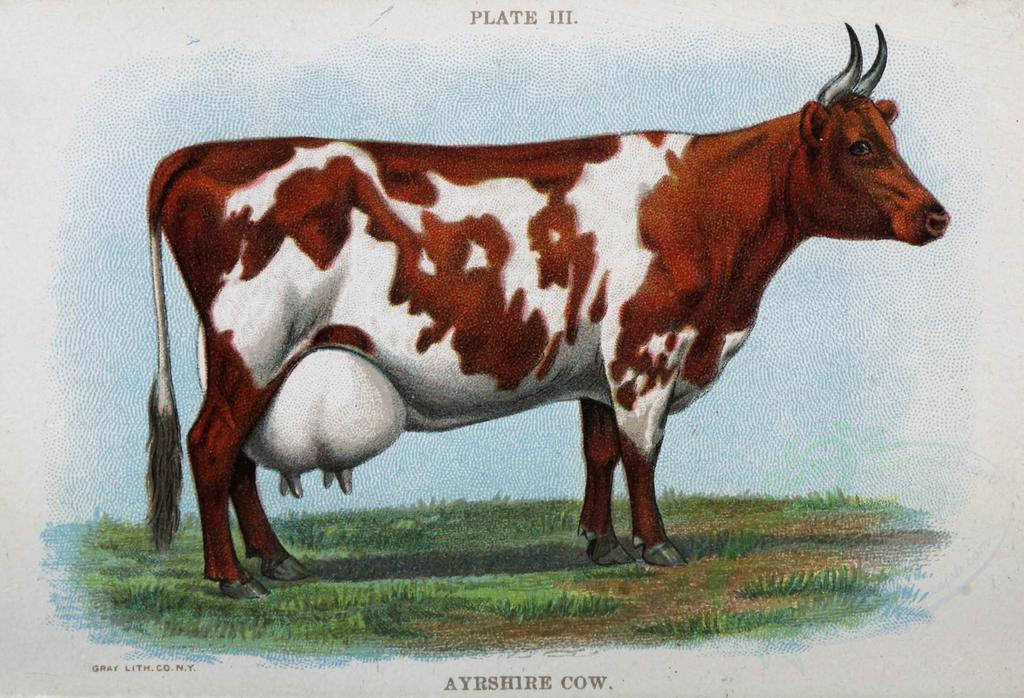
エアシャー種

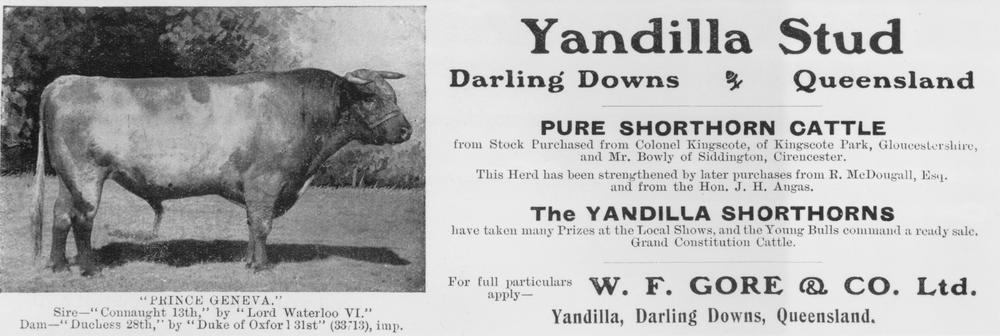
1906年のオーストラリアの純粋ショートホーン種牛の広告。母牛は「ダチェス28世」とある。

コリング兄弟が創出したショートホーン種は乳肉両用で高い評価を獲得し、世界中に広まっていった。イギリスをはじめ、アメリカ、アルゼンチン、カナダでは最も多く飼育されているウシ品種になった。世界各国で在来種の改良に充てられ、エアシャー種、オーストラリアンショートホーン種など、世界中で40以上の品種の祖となった。アメリカの遺伝学者シューアル・ライトは、自著『Evolution and the Genetics of Populations』のなかで「半世紀の間、世界で最も重要な家畜動物だった」と評している。
アメリカでは、ショートホーン種ははじめ「イングランド種」の名前で導入された。これが商業的な理由で「ダラム種」や「ティーズウォーター種」などの呼び名で売買されたこともあり、主に「ダラム種」の名前で広まった。
ショートホーン種はもともと乳肉兼用種として創出されたが、イギリスではトーマス・ベイツという畜産家が、ショートホーン種のさらなる改良を企てた。ベイツはコリング畜牛群のうち、特に泌乳能力の優れた個体である「ダチェス号(Duchess)」と「ダチェス3世号」を選抜し、近親交配を繰り返した。これが「ダチェス系」や「ベーツ畜牛群」と呼ばれるようになり、ショートホーン種の中でも乳用に適する系統となっていった。これに対してオリジナルのショートホーン種は肉用と考えられるようになっていった。ダチェス系は1885年に「デイリー・ショートホーン種(Dairy Shorthorn)」として独立した品種として認められることになり、1912年から血統登録が行われている。デイリーショートホーン種は20世紀初頭にはイギリスの乳牛の7割を占めるほど繁栄した。
日本では肉用ショートホーン種から黒毛和種がうまれ、アメリカを経由して入ってきたショートホーン種とデイリーショートホーン種を南部牛に交配して日本短角種が創りだされた。デイリーショートホーン種を配合された影響で、日本短角種は肉用牛ながら産乳量が多い。そのデイリーショートホーン種は、日本でもかつて乳牛としてポピュラーだったが、のちにホルシュタイン種にとってかわられた。

### 評価と商業的成功
コリング兄弟の生産したウシが最初に高値で売れたのは1799年だった。彼らの農場を見に来たある畜産家が、フェイヴァリット号（後述）とその姉妹の牛を一目見て衝撃を受け、コリング兄弟の生産した牛を100ギニーで買ったのである。翌年にはダラムオックス号（後述）が140ポンドで売れ、さらに高値で転売されていってロンドンで大きな注目を浴びた。
はじめのうち周りの畜産家の大半は、コリング兄弟のことをたまたま運が良かっただけだとみなしていた。しかし「この分野での最高の権威」であるヘンリー・ベリー牧師(Rev. Henry Berry)は当時から、コリング兄弟の成功は「入念でよく練られた計画」の賜物と評している。
ショートホーン種の祖先になったウシのうち数頭の個体名が伝わっている。そのうち、弟のチャールズが非常に気に入って購入したウシが「ハバック号(Hubback)」（後述）というが、そのときの買値は8ギニーだった。当時の一般的なウシの落札価格はせいぜい5ギニーだったと伝えられている。これに較べ、1810年に、コリング兄弟が生産したウシをセリ市に出して47頭が落札されたとき、その落札価格の平均は1頭あたり144ギニーあまりにもなった。その中には史上最高価格の1000ギニーをつけたコメット号も含まれている。。
さらに、これとは別に兄のロバートが生産した雌牛5頭をセリに出すと、1頭200ギニーで売れた。彼らは1818年にも61頭をセリに出した。このときはそれまでに売ったウシが既にダーリントン周辺に広まっていたので、以前よりは平均価格が下がったが、それでも7484ギニーもの売上げを記録した。
後に、畜産家29名が共同で、チャールズ・コリングに対して業績を称える銀杯を贈呈しており、それには「ショートホーン種の偉大な創設者 (the great improver of the short-horned breed of cattle) 」と刻まれている。
1810年10月11日のコリング氏のセリで取引されたウシ
| 牛名            | 性別 | 年齢 | 母              | 父              | 売却価格 （ギニー） |
| --------------- | ---- | ---- | --------------- | --------------- | ------------------- |
| Comet           | 牡   | 6    | Pheonix         | Favourite       | 1000                |
| Lily            | 牝   | 3    | Daisy           | Comet           | 0410                |
| Countess        | 牝   | 9    | Lady            | Cupid           | 0400                |
| Petrarch        | 牡   | 2    | Old Venus       | Comet           | 0365                |
| Laura           | 牝   | 4    | Lady            | Favourite       | 0210                |
| Lady            | 牝   | 14   | Old Pheonix     | Bolingbrokeの孫 | 0206                |
| Young Countess  | 牝   | 2    | Countess        | Comet           | 0206                |
| Major           | 牡   | 3    | Lady            | Comet           | 0200                |
| Celina          | 牝   | 5    | Countess        | Favourite       | 0200                |
| Young Duchess   | 牝   | 2    | Favouriteの娘   | Comet           | 0183                |
| Cecil           | 牡   | 0    | Peeress         | Comet           | 0170                |
| Magdalene       | 牝   | 3    | Washingtonの娘  | Comet           | 0170                |
| Peeress         | 牝   | 5    | Cherry          | Favourite       | 0170                |
| Cathelene       | 牝   | 8    | Pheonixの母の娘 | Washington      | 0150                |
| Mayduke         | 牡   | 3    | Cherry          | Comet           | 0145                |
| Daisy           | 牝   | 6    | Old Daisy       | Favouriteの孫   | 0140                |
| Young Favourite | 牡   | 0    | Countess        | Comet           | 0140                |
| Charlotte       | 牝   | 1    | Cathelene       | Comet           | 0136                |
| Lucy            | 牝   | 2    | Washingtonの娘  | Comet           | 0132                |
| Johanna         | 牝   | ？   | Johanna         | Favourite       | 0130                |
| Geerse          | 牡   | 0    | Lady            | Comet           | 0130                |
| Beauty          | 牝   | 4    | Miss Washington | Marsh           | 0120                |
| Alfred          | 牡   | 1    | Venus           | Comet           | 0110                |
| Lucilla         | 牝   | 0    | Laura           | Comet           | 0106                |
| Duke            | 牡   | 1    | Duchess         | Comet           | 0105                |
| Phoebe          | 牝   | 3    | Favouriteの娘   | Comet           | 0105                |
| Young Laura     | 牝   | 3    | Laura           | Comet           | 0101                |
| Sir Dimple      | 牡   | 0    | Daisy           | Comet           | 0090                |
| Cherry          | 牝   | 11   | Old Cherry      | Favourite       | 0083                |
| Northumberland  | 牡   | 2    | ？              | Favourite       | 0080                |
| Ossian          | 牡   | 1    | Magdalene       | Favourite       | 0076                |
| White Rose      | 牝   | 0    | Lily            | Yarborough      | 0075                |
| Cora            | 牝   | 4    | Countess        | Favourite       | 0070                |
| Flora           | 牝   | 3    | ？              | Comet           | 0070                |
| Alexander       | 牡   | 1    | Cora            | Comet           | 0063                |
| Miss Peggy      | 牝   | 3    | ？              | Favouriteの子   | 0060                |
| Albion          | 牡   | 0    | Beauty          | Comet           | 0060                |
| Yarborough      | 牡   | 9    | ？              | Favourite       | 0055                |
| Ruby            | 牝   | 0    | Red Rose        | Yarborough      | 0050                |
| Harold          | 牡   | 1    | Red Rose        | Windsor         | 0050                |
| Calista         | 牝   | 0    | Cora            | Comet           | 0050                |
| Ketton          | 牡   | 0    | Cherry          | Comet           | 0050                |
| Red Rose        | 牝   | 4    | Elisa           | Comet           | 0045                |
| Kate            | 牝   | 4    | ？              | Comet           | 0035                |
| Johanna         | 牝   | 1    | Johanna         | Comet           | 0035                |
| Cowslip         | 牝   | 0    | ？              | Comet           | 0025                |
| Narcissus       | 牡   | 0    | Flora           | Comet           | 0015                |

- 上の表の価格は「ギニー」単位である点に注意。1ギニーは21シリング、1ポンドは20シリングに相当し、100ギニーは105ポンドに相当する。
- Johannaは同名だがそれぞれ異なるウシ。後世には「1世」「2世」などをつけて区別する場合もある。

## コリング兄弟が生産した代表的なウシ

### コメット

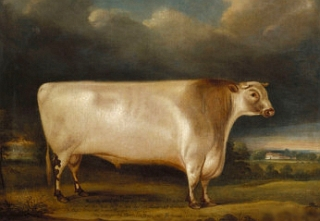
コメット号

弟のチャールズが1804年秋に生産した「コメット号(Comet)」は、後のショートホーン種すべての祖先牛となっており、品種の始祖と位置づけられている。チャールズ自身、コメット号を評して「自分が見たり生産したウシの中で最高傑作」とした。
チャールズは1810年の秋にケットンの農場の生産牛をセリに出した。コメットもその中の1頭である。コメットは1000ギニーの値がついた。これは1頭のウシに対する価格としては史上最高値であるとともに、初めて1000ギニーに到達した記録となった。そのニュースはイングランド中に伝えられた。
コメットのこの価格は途方もなく高いものだったが、その後コメットが素晴らしい種牛となったことで、その価格の妥当性が裏付けられた。
コメット号は計画的で徹底的な近親交配によって生産されている（下記血統表参照）。父のフェイヴァリット号 (Favourite) は、半兄妹かつ叔母・甥の関係にあるボリングブルック号 (Bolingbroke) とフェニックス号 (Phoenix) の配合で生産され、さらに父娘であると同時に半兄妹の関係であるヤングフェニックス号 (Young Pheonix) に配合されている。その近交係数は46.9%にも達し、コメット号は、家畜を近親交配することによる系統繁殖の好例として引き合いにだされることがある。
| コメット (Comet) の4代血統表                                  |                  |                  |                  |
| Favourite (252)                                               | Bolingbroke (86) | Foljambe (263)   | 不詳             |
| Favourite (252)                                               | Bolingbroke (86) | Foljambe (263)   | Hubbackの娘      |
| Favourite (252)                                               | Bolingbroke (86) | Young Strawberry | 不詳             |
| Favourite (252)                                               | Bolingbroke (86) | Young Strawberry | Favourite Cow    |
| Favourite (252)                                               | Phoenix          | Foljambe (263)   | 不詳             |
| Favourite (252)                                               | Phoenix          | Foljambe (263)   | Hubbackの娘      |
| Favourite (252)                                               | Phoenix          | Favourite Cow    | 不詳             |
| Favourite (252)                                               | Phoenix          | Favourite Cow    | 不詳             |
| Young Phoenix                                                 | Favourite (252)  | Bolingbroke (86) | Foljambe (263)   |
| Young Phoenix                                                 | Favourite (252)  | Bolingbroke (86) | Young Strawberry |
| Young Phoenix                                                 | Favourite (252)  | Phoenix          | Foljambe (263)   |
| Young Phoenix                                                 | Favourite (252)  | Phoenix          | Favourite Cow    |
| Young Phoenix                                                 | Phoenix          | Foljambe (263)   | 不詳             |
| Young Phoenix                                                 | Phoenix          | Foljambe (263)   | Hubbackの娘      |
| Young Phoenix                                                 | Phoenix          | Favourite Cow    | 不詳             |
| Young Phoenix                                                 | Phoenix          | Favourite Cow    | 不詳             |
| ※血統表中、斜字は近親交配があるもの。同一の牛を色分けをした。 |                  |                  |                  |

### ダラムオックス

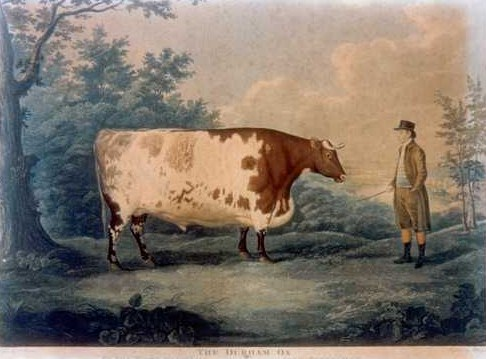
ダラムオックス号

ダラムオックス号(Durham Ox)は1796年に生産された雄牛である。父牛はコメット号と同じ「フェイヴァリット号(Favorite)」で、母牛は「ハバック号(Hubback)」（後述）の娘だった。コリング兄弟が生産したウシとしては近親交配が少ない方だったと伝えられている。
この粕毛の仔牛には、当初は「ケットンオックス号(Ketton Ox)」と名付けられた。ケットンオックスはダーリントンの町で開かれた牛市で売られ、140ポンドで買い手がついた。その時に体重は168ストーン（2352ポンド＝約1066kg）あり、さらに216ストーン（3024ポンド＝約1370kg）にまで大きくなった。これは当時としては尋常ではない大きさだった。
ケットンオックスは専用の馬車に載せられて見世物にされた。5ヶ月後にこれを買いたいと言う人物が現れて、馬車ごと250ポンドで転売された。この新しい持ち主は、ウシの名前を「ダラムオックス号 (Durham Ox)」と改名した。この新しい所有者は宣伝に長けた人物で、2週間後には彼のもとに倍値の525ポンドでダラムオックス号を買いたいと言う申し出が来た。彼がこれを断ると、翌月には買値は1000ポンドになり、翌々月には2000ポンドにまで釣り上がったが、彼はこれらの申し出も全て断った。
ダラムオックス号はロンドンで見世物になった。1802年の記録では、見物料は1日だけで97ポンドの売上になり、さらにダラムオックス号を描いた版画が年間2000枚も売れたという。半年後には、ダラムオックス号はイギリス中に知られるようになった。同時代のサラブレッドの名馬エクリプス号(1764-1789)と並ぶ知名度を持っていたと伝えられている。当時、あちこちで絵描きが雇われてダラムオックス号の肖像画が作られ、貴族たちに買い上げられた。イギリスの各地で「ダラムオックス」という名前の酒場や宿屋が誕生した。ダラムオックス号は陶器の皿の図柄としても人気があった。当時作られたダラムオックス号を描いた陶器は、今ではレア物として5000ポンドもの価格で売買されている。また、オーストラリアのビクトリア州にあるダラムオックスの町(Durham Ox)の名はこのウシからとられたとされている。
ダラムオックス号は見世物として、4頭立ての馬車に載せられ、イングランドからスコットランドまであちこちの町を6年かけて巡ってまわった。10歳になる頃には3800ポンド（約1723kg）もの大きさになった。
しかし、1807年2月19日、イングランド南東部のオックスフォードを訪れている最中に、ダラムオックス号は馬車の上で足を滑らせて転倒してしまい、腰骨を脱臼してしまった。2ヶ月近くに渡って治療が施されたが様態は回復せず、痛みに苦しむため、4月15日にとうとう殺処分された。
ダラムオックス号は、ただ大きいとか目方があるというだけでなく、姿が非常に美しいとされている。また性質も温厚で、6年間面倒を見続けた所有者の妻は、「まるで子鹿のようだった」と評した。ダラムオックスの死後、その業績を伝える32ページのパンフレット「An Account of The Late Extraordinary Durham Ox」が作られて出版された。

### ザホワイトハイファーザットトラベルド

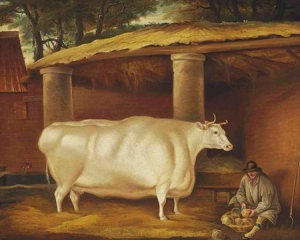
ザホワイトハイファーザットトラベルドが7歳(1811年）のときの肖像画。摂政時代のジョージ4世のお抱え絵師による作品。

「ザホワイトハイファーザットトラベルド号(The White Heifer that Traveled、直訳すると「旅回りの白雌牛」)」は、兄のロバート・コリングが生産したウシで、ダラムオックス号と同時期のものである。父はコメット号やダラムオックス号と同じくフェイヴァリット号だった。
この雌牛は白毛で、4歳の時点で1820ポンド（約825kg）もの目方があった。さらに2300ポンド（約1043kg）まで成長し、売却された。そして1811年のクリスマスに、ロンドンのピカデリー(Piccadilly)にあった「スリーキングス厩舎(the stables of the Three Kings)」で、「畜産界における世界最大の驚異」として見世物になった。その時点で体重は2488ポンド（約1128kg）に達していたと伝えられている。
ザホワイトハイファーザットトラベルド号も様々な絵画になった。雄牛の「ダラムオックス号」と雌牛の「ザホワイトハイファーザットトラベルド号」は、コリング兄弟の生産するウシが品種としての確立したことを喧伝するものとなった。

### その他の祖先牛
ショートホーン種が品種として確立する以前の祖先牛のうち、何頭かがその個体名が伝わっている。ダチェス号(Duchess)、チェリー号( Cherry)、ストロベリー号(Strawberry)、オールドフェイヴァリット号(Old Favourite)などがそれにあたる。なかでも最もよく知られているのが赤褐色と白色の毛が混じった雄牛「ハバック号(Hubback)」である。
ハバック号自身はコリング兄弟が生産したウシではなく、ダーリントンの牛市で買い付けたウシだった。これを見出したのは弟のチャールズのほうで、兄ロバートに勧めてこれを8ギニーで落札させた。のちにこれをチャールズが譲り受け、「ハバック号」と命名した。ハバック号はチャールズのケットン農場で種牛になり、後に有名となる「ダチェス号(Duchess)」、「デイジー号(Daisy)」、「チェリー号(Cherry)」、「レディメイナード号(Lady Maynard)」などの雌牛に配合された。
コメット号、ダラムオックス号などの父フェイヴァリット号は、祖父Foljambe号の近親交配（インブリード）を持っている。そのFolijambe号の母の父がハバック号である。
後世の研究者たちは、コリング兄弟によるショートホーン種創出にあたり、ハバック号が果たした役割は大きいと考えている。コリング兄弟は在来のウシの系統繁殖を繰り返したが、そうした近親交配を重ねることはウシの体質を弱くする可能性がある。ハバック号自身は地元の在来種とは異なるタイプのウシだったと考えられており、外部から導入したハバック号の血脈は、コリング兄弟による強い近親交配によって生じうる弊害を防ぐ役割を果たしたとみなされている。19世紀の文献では、サラブレッド生産で「異系血脈」としてのヘロド系を血統に持っているものが名馬になったのと同じように、ショートホーン種が優れたウシになるにあたって、ハバック号は活力を与える異系の血として作用したと評している。